# Domingo Pérez Minik
Domingo Pérez Minik  (Santa Cruz de Tenerife, 24 de mayo de 1903-ibídem, 24 de agosto de 1989) fue un escritor, actor y director teatral español.

## Biografía

### Infancia, adolescencia y formación
Domingo Juan Pérez Hernández nació el 24 de mayo de 1903 en la calle Cruz Verde de Santa Cruz de Tenerife, Islas Canarias. Fue el hijo único de Domingo Pérez Expósito, de San Cristóbal de La Laguna, e Isabel Hernández Hernández, natural de la capital tinerfeña, un matrimonio de comerciantes de la mediana burguesía domiciliado en la calle Doctor Allart n.º 39, «cosecheros de tomates y plátanos, que estaban en constante relación con Londres»; el contacto del escritor con la cultura anglosajona se habría producido tempranamente durante su educación en el hogar de sus padrinos. Domingo Pérez Hernández pierde a su padre a la edad de cuatro años, razón por la cual pasaría a residir con su familia materna en la calle Igualdad, en pleno centro de la ciudad capitalina. Cursa sus estudios primarios bajo la tutela de profesores franceses en el recién fundado Colegio La Salle San Ildefonso. Paralelamente, el concejal republicano del ayuntamiento santacrucero y tío materno del estudiante, Martín Hernández Hernández, se haría responsable de su educación, para la cual obtiene una beca del consistorio que permitirá el ingreso de su sobrino en el Instituto General y Técnico de Canarias en La Laguna. El fallecimiento de Martín Hernández, junto con las dificultades económicas atravesadas en su seno familiar, determinarán la renuncia de Domingo Pérez Hernández en su propósito de cursar los estudios de Derecho. En este tiempo, el futuro escritor comenzaría a ejercer el empleo de administrativo.

### Primeros proyectos:Santa Cruz, un circuito cultural en los años veinte

#### Gaceta de Tenerifey la revistaHespérides
En su residencia de la calle Igualdad n.º 7 Domingo Pérez tendrá como vecinos al polifacético Eduardo Westerdahl, con quien entabla una pronta amistad, así como al poeta Pedro García Cabrera y a las pianistas Amor Lozano y Victoria López-Carvajal. Durante los años 20 trabaja como cajero para la compañía petrolífera Mobil Oil, donde coincide con la actriz teatral y posterior escritora y traductora María Ferrer Piñeiro, impartiendo asimismo clases de francés en diversos colegios privados. En 1925 inicia la labor periodística en la Gaceta de Tenerife como cronista deportivo, donde comienza a emplear la rúbrica de M. o Minik, extraída de su primer nombre, para el sello de sus artículos. Como cronista deportivo se integraría además en 1926 como parte de la redacción de la revista tinerfeña Hespérides; a partir del 6 de junio del mismo año, fecha correspondiente al n.º 23 de la revista, firmará regularmente para Hespérides bajo el mismo seudónimo de Minik, el cual «acabaría por aceptarse virtualmente como su segundo apellido y concluyó por legalizarlo como tal». «Una hojeada a la colección de la revista permite observar, sin embargo, que poco a poco las notas deportivas van adquiriendo un carácter "humanístico", en especial a partir de la serie titulada "Estudiante y deporte" (1926)». En ambas publicaciones, Minik dará a conocer sus primeros trabajos de ensayo y crítica literaria, casi siempre relacionados con cuestionamientos sobre la cultura del teatro y en una tonalidad próxima al del análisis sociológico. Paralelamente, dos libros publicados en esta época influyen decisivamente en su pensamiento: La deshumanización del arte, de José Ortega y Gasset, y Literaturas europeas de vanguardia, de Guillermo de Torre.
La redacción de Hespérides, cuya trayectoria se enmarca entre los años 1926 y 1928, reúne en sí misma a colaboradores de ámbitos complementarios a los meramente artísticos; Benito Pérez Armas, Luis Rodríguez Figueroa, director de la desaparecida revista Castalia, o Manuel Verdugo; periodistas de diversas condiciones e ideologías, políticos como José María Benítez Toledo, Elfidio Alonso Rodríguez, además de a su propietario y director, Rafael Peña León, comandante de Ingenieros. En el semanario, como «Enrique Arona» y como «Minik», Domingo Pérez firma diversos artículos «sobre impresiones paisajistas que reflejan aspectos del ambiente natural de las Islas, en especial de Tenerife, como los nopales. Su paleta descriptiva se amplía con la visión de las ermitas, dentro de lo que él llama perfiles de la isla. Y como "Enrique Arona" su mirada se desparrama por el sur de Tenerife en donde defiende lo que hoy es una realidad; los Cristianos "el lugar más apropiado para aeropuerto en Canarias". Pero también esa visión se impregna de paisaje interior y de litorales bañados por el Atlántico». Minik conocería la isla de Tenerife y también la de La Gomera gracias a los reportajes preparados para la revista; hasta la fecha, su conocimiento del territorio insular resultaría limitado, debido en gran medida a las dificultades de comunicación de la época. La experiencia de Hespérides representará de esta forma «la mirada hacia lo propio, la que anhela descubrimientos exóticos que proclamen el carácter pintoresco; y la investigación y el conocimiento puro de la naturaleza y el hombre [...] una vía de aproximación a la realidad física y cultural de las islas».
La inmersión de Domingo Pérez Minik en la aventura literaria de la revista Hespérides traería asimismo consigo el contacto con una incipiente nueva generación de escritores canarios, conformada por nóveles autores como Domingo López Torres, Emeterio Gutiérrez Albelo, Julio Antonio de la Rosa, Juan Ismael González Mora, Ismael Domínguez, José Antonio Rojas, o el mismo Pedro García Cabrera, entre otros. En este tiempo, conocería asimismo a los redactores Agustín Espinosa y Ernesto Pestana Nóbrega, principales componentes de la revista insular de vanguardia La Rosa de los Vientos, así como a los jóvenes literatos José Arozena, Óscar Pestana y Francisco Aguilar. De estos años data igualmente su amistad con quien sería un célebre médico, el Dr. Marina Fiol. En 1927, Pérez Minik tendrá la oportunidad de manifestar sus dotes para la actuación interpretando al personaje de «D. Joaquín» durante el estreno de la obra Old Spain de Azorín en el Teatro Guimerá.

#### Pajaritas de Papel

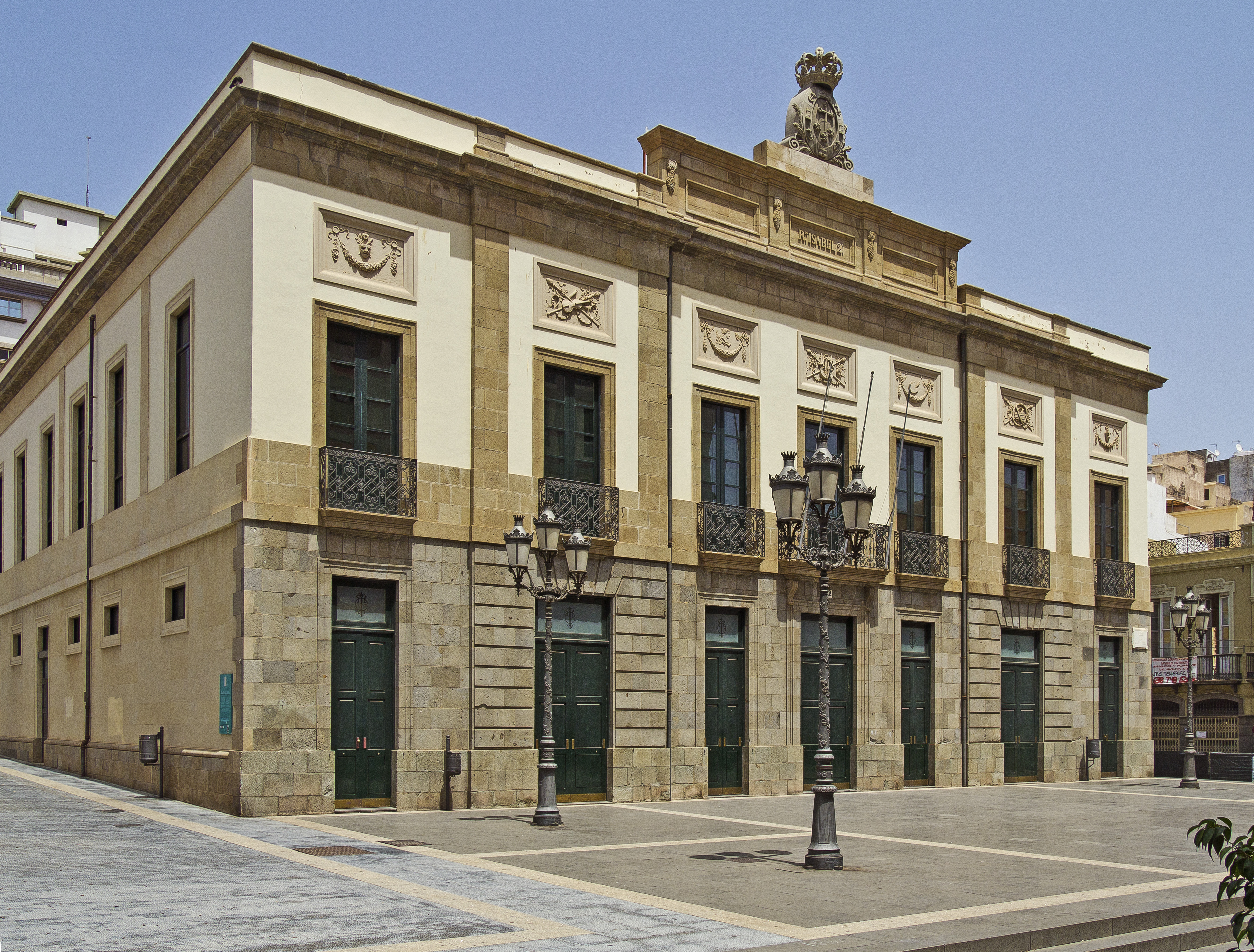
Teatro Guimera, S/C de Tenerife.

En 1928 Domingo Pérez ingresa en el colectivo teatral con sede en el Círculo de Bellas Artes de Tenerife Pajaritas de Papel, grupo al que pertenecerá hasta 1930 y para el que realiza múltiples escritos y dibujos, rubricados una vez más como Minik. En la asociación se encontrará nuevamente con anteriores compañeros de su gremio, como  Eduardo Westerdahl, Pedro García Cabrera, Victoria López-Carvajal, María Ferrer o Amor Lozano, al tiempo que coincide con diversos artistas locales; Julio de la Rosa, José María de la Rosa o Pedro Ramírez Vizcaya, entre otros. Como miembro de Pajaritas de Papel, Pérez Minik interpretará a «Sir Leslie Bagley» en la reposición de la obra Resurgimiento de Carlos Fernández del Castillo, así como a «Paco Pinto» para el entremés homónimo de Muñoz Seca y Pedro Pérez Fernández en el mismo Círculo de Bellas Artes. De nuevo en el Teatro Guimerá será «Jaime Morell» en la pieza del dramaturgo George Bernard Shaw Cándida. El mismo año, Pérez Minik pasa a formar parte de la Junta directiva del Círculo, al tiempo que se compromete formalmente con una compañera de grupo a la que habría conocido duranta una reunión de teatro en el Real Club Tinerfeño, Rosa Gómez-Camacho Gonçalves.

#### Compromiso político
Durante la finalización de la dictadura de Primo de Rivera, Pérez Minik participará en la fundación del Partido Socialista Obrero Español en Tenerife. Iniciada la Segunda República Española, ejercerá además como introductor de conferencia para el ministro socialista Fernando de los Ríos en Santa Cruz de Tenerife, quien disertaría para la ocasión sobre filosofía del Derecho. En Pérez Minik, «el "horizonte" liberal socialista estuvo siempre en la base de su trabajo intelectual, aunque no desde la práctica pública; puede decirse que, en este sentido, fue excepcional su participación como presentador [...] presentación en la que incidió en aspectos de la vida política española y de la personalidad de Fernando de los Ríos en términos de un decidido compromiso ideológico».

### Gaceta de Arte

#### Pajaritas de Papel, preludio de la editorial
A finales de 1929 se darían a conocer públicamente las acciones de Pajaritas de Papel, un grupo de amigos que disfrutaban colectivamente a través del aprendizaje y de la elaboración conjunta de todo tipo de manifestaciones. En lo referente a las actividades de edición, habrían tenido comienzo en el verano de 1928. Constituyen actividades privadas realizadas en casas de amigos, por las tardes; «Contaban con un calendario propio de comienzo y fin de año, conmemoraciones propias, iniciación a todo tipo de experiencias de acción cultural, talleres, con un fuerte tono festivo, y partiendo de una actitud contraria al arte académico y profesionalizado. [...] Todo tipo de aprendizajes y acciones llenan el calendario privado de Pajaritas: Itinerario fantástico de Santa Cruz de Tenerife (itinerarios surrealistas); Ensayo de arquitectura y decoración interior; Recepciones Internacionales (Incluyen acciones imaginarias en las que la ficción puede durar hasta 4 horas; las recepciones pueden durar hasta doce horas); Voladura de cometa: celebración del triunfo obtenido en la campaña para la renovación de la Plaza de la Candelaria; Baile de lo Cursi: homenaje al modernismo, a su gusto por la moda y por el baile; Cacerías de mariposas: en realidad una cacería ficticia, rememoración de un deporte infantil [...] El carácter festivo de Pajaritas había de verse truncado con las muertes en el mes de agosto de los poetas José Antonio Rojas y Julio Antonio de la Rosa en un accidente marino. Seguirían Ismael Domínguez, Ernesto Pestana Nóbrega. Todos en plena juventud [...] No convenía a ese momento la ingenuidad. La acción política se considera una actividad de transición a un estado superior en el que la armonía y el equilibrio permitirán disfrutar el arte. El episodio de Pajaritas es una refrescante experiencia iniciática y colectiva que ya no conviene al momento en que se vive. Representa un reconocimiento del poder de significación del arte, y una exploración del concepto del absurdo. Sin embargo, las vías de negación y disfrute representan una opción contraria al ideal de construir la realidad.»

#### Pérez Minik, redactor deGaceta

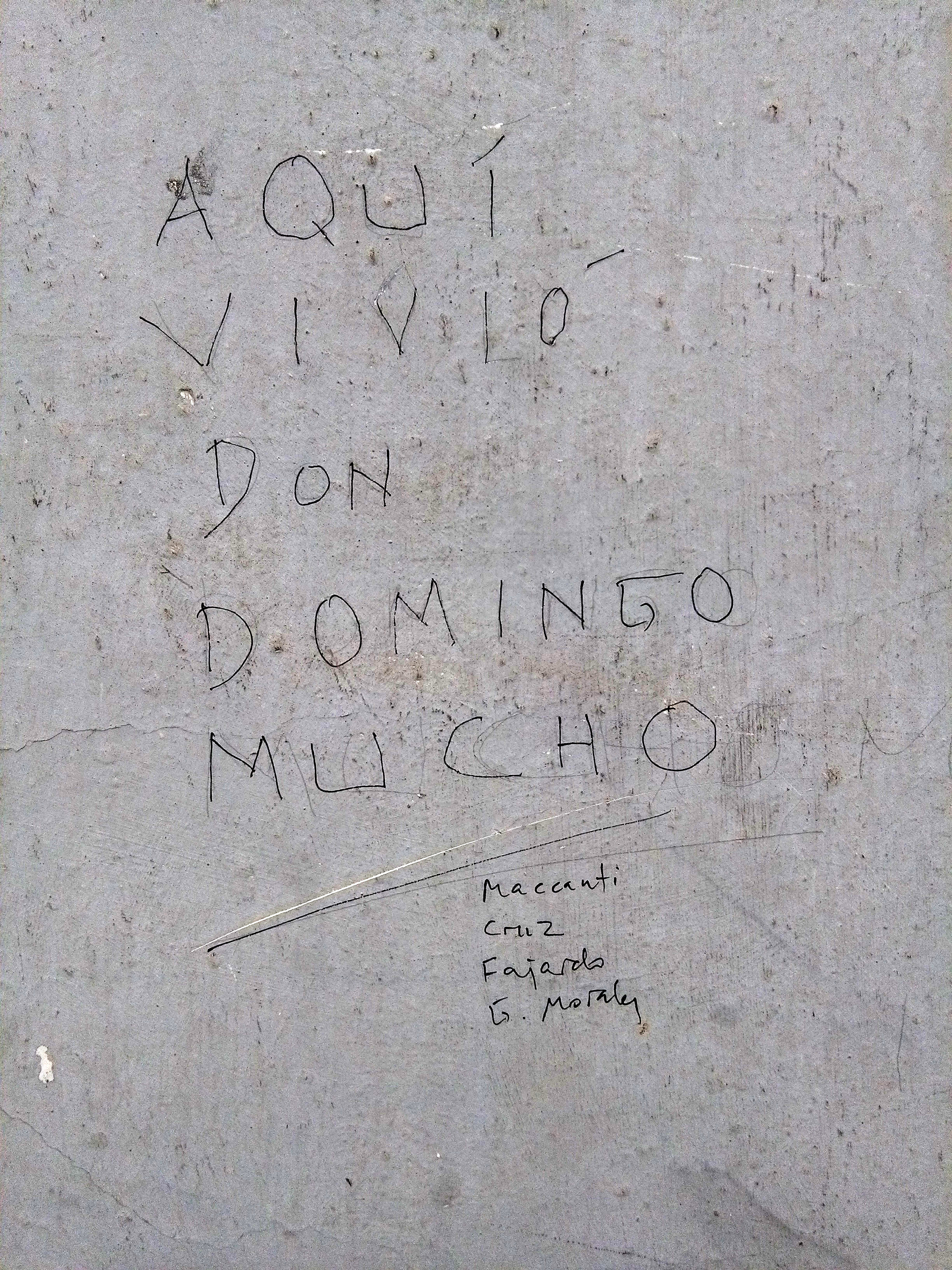
Grafiti en la residencia del autor. Firmado por Arturo Maccanti, Juan Cruz, José Luis Fajardo y G. Morales.

Ligado por relaciones de amistad al grupo Rebeldía y disciplina, animado por Westerdahl y García Cabrera, y al de Pajaritas de Papel, nacería el proyecto de una publicación que habría de aunar las inquietudes de todos estos jóvenes. En febrero de 1932 se publica el primer número de Gaceta de Arte, dirigida por Westerdahl, con García Cabrera como secretario y con Domingo Pérez Minik como redactor, junto a Francisco Aguilar, Domingo López Torres, Óscar Pestana Ramos y José Arozena. Pérez Minik es uno de los redactores más activos de la revista, en la que se observa claramente su predilección por los temas literarios y, más concretamente, por la literatura extranjera moderna. Algunos de estos trabajos serían posteriormente extractados o traducidos para periódicos o revistas foráneas. A su vez, realiza también Pérez Minik algunas traducciones para la editorial. La colección de artículos de Minik integrantes de la Gaceta de Arte incluirán el inicial libros. francia: jean schlumberger; goethe y la francia de nuestro tiempo, el libro inglés en España, notas para un teatro nacional, notas sobre la nueva literatura inglesa, nota literaria en el centenario de sir walter scott. y perfil de la revista contemporánea, correspondientes al año 1932; la universidad inglesa y lo subversivo, libros "mentira desnuda", literatura inglesa: catalina mansfield, el camino de marcel proust a d. h. lawrence, de 1933; revista de libros, en el mundo viejo de rosamond lehmann, un sentido de la crisis en el teatro europeo, y poesía dramática de la evasión, de 1934; ediciones surrealistas 1935. "du temps que les surréalistes avaient raison", de octubre de 1935, y diálogo con «nueva cultura» de 1936.

##### Entrevista a Bertrand Russell
A comienzos de 1935, el equipo de redacción de Gaceta de Arte recibiría la noticia de la inminente llegada del filósofo británico Bertrand Russell a Tenerife para una breve estancia a través del periódico La Prensa. El profesor de Cambridge, alojado en un viejo hotel de corte colonial inglés de Puerto de la Cruz accedería a una entrevista con Westerdahl y Pérez Minik como representantes de la gaceta, así como con la profesora de literatura española y refugiada alemana Gertrud Drerup, ejerciendo Hilda Gómez-Camacho Gonçalves como traductora para la ocasión. Durante el encuentro, el cuestionario sobre Russel abordaría «los motivos de su viaje, el estado de sus preocupaciones políticas, sus puntos de vista sobre los fascismos europeos imperantes, la posibilidad de una guerra, los problemas que presentaba la Unión Soviética, su conocimiento de España. [...] Una de sus grandes preocupaciones de esa tarde era saber si nosotros los insulares nos sentíamos bien insertados en la historia de España [...] la situación socio-económica de las islas Canarias, de qué vivían, cómo vivían, si vivían bien, la posible suficiencia, las conexiones con la metrópoli.» La tendencia de Bertrand Russell al liberalismo y la definición de su propio concepto sobre la ideología serían asimismo cuestionadas durante la cita. Una colección de ejemplares correspondiente a la editorial de Gaceta de Arte habrían servido como obsequio de la visita. En su posición de gaceta de arte de 1935, el equipo de redacción de la revista internacional «propugna el establecimiento en Tenerife de una Residencia de invierno para intelectuales europeos»; consultado previamente a la manifestación publicitada de la propuesta, Russell declararía que «sería ciertamente un interesante proyecto. Vale la pena trabajar en esta dirección, para hacer aquí, en esta bella isla, un lugar de reposo para la inteligencia europea. Una fina manera de incorporar las islas al mundo, a la literatura y al arte. No puedo precisar la magnífica resonancia que tendría todo esto». El Premio Nobel de Literatura de 1950 resultaría incluido como protagonista, a posteriori, en uno de los relatos del catálogo sobre encuentros publicado por Minik bajo el título único Entrada y salida de viajeros. Décadas más tarde, Pérez Minik rememoraría por otra parte el encuentro en un artículo para la publicación Triunfo con el título Bertrand Russell, un invierno en Tenerife.

#### Exposición Surrealista
En mayo de 1935, bajo el patrocinio de la Gaceta de Arte se celebra en el Ateneo de Santa Cruz de Tenerife la muestra Exposición Surrealista, la primera de estas características realizada en España y la segunda colectiva de su género con una proyección y alcance internacionales. De acuerdo con las crónicas periodísticas del momento, se trataría «según nos hemos podido informar, de traer a Tenerife y exhibir en los salones del Ateneo una gran exposición de pintura moderna, cuya exhibición tiene lugar actualmente en Praga. Esta exposición se abrió del 15 al 28 de enero en Copenhague con gran éxito de crítica. Está dedicada en su mayoría al movimiento surrealista francés, que viene siendo uno de los más discuitidos [...] Hasta la fecha se han dado a conocer a los públicos de París, Copenhague y Praga, viniendo a Tenerife, para ser seguidamente expuestas en Londres y marchar luego a Nueva York». La exposición, abierta al público entre los días 11 y 21 de mayo, contaría con la participación de los invitados André Breton, Benjamin Péret y Jacqueline Lamba; en la muestra se exhiben 76 obras entre cuadros, collages, esculturas y fotografías de artistas como Pablo Picasso, Joan Miró, Salvador Dalí, Max Ernst, Alberto Giacometti, Hans Arp, Man Ray, René Magritte, Yves Tanguy o Marcel Duchamp, entre otros. El evento sería asimismo complementado con una serie de conferencias y encuentros con los organizadores del evento y sus invitados
El contingente francés arribaría el 4 de mayo a la isla, donde se organizarían multitud de excursiones. Durante el desarrollo de las jornadas, es redactado un Manifiesto Surrealista, que firmarán Breton, Péret, García Cabrera, López Torres, Espinosa, Westerdahl y Domingo Pérez Minik.

«Durante ese viaje se verificaron las disensiones, que Pérez Minik dibujó [...] a él le resultó muy desagradable la reacción que evidenció Breton (con Peret) cuando él propuso su elogio de la lectura de La condición humana de Malraux, y cruzó los dedos para que la sangre no llegara al río: él no quería aguar la fiesta, él no era un aguafiestas, sino un conciliador, un géminis capaz de ocultarse detrás de sus opiniones para beneficiar la expresión de los otros. Pero aquel hombre educado y discutidor no podía estar un mes en silencio, y supongo que tuvo que ser muy difícil para él superar la natural pedantería de los visitantes. [...] Todas esas polémicas se llevaron a cabo de muy buena forma; cree Pérez Minik, incluso, que se suscitaron dentro de un clima diplomático o parlamentario muy civilizado, y de hecho esta palabra, civilizado, fue siempre un emblema de convivencia que él siguió a rajatabla.»

Los días 11 y 14 de mayo, aparecerán en La Prensa las redacciones Frente a la isla y André Breton dentro del surrealismo correspondientes al artículo conjunto Visitantes ilustres. Con André Breton, espíritu del nuevo orden de la vanguardia explícitamente firmado por Minik. Finalizada la estancia de los artistas franceses en la isla y con motivo del cierre de la exposición, se programaría la proyección del film de 1930 La edad de oro, de Luis Buñuel. Sin embargo, diversas movilizaciones institucionales y mediáticas promovidas por colectivos católicos insulares conducirían a la cancelación definitiva del estreno. En respuesta, se publica en La Tarde del 18 de junio de 1935 el Manifiesto de Gaceta de Arte contra la campaña de un diario de esta localidad, que firma asimismo Pérez Minik. Además del catálogo de la exposición y de este número de la revista, se publica en Tenerife el segundo número del Boletín Internacional del Surrealismo, compuesto íntegramente por el manifiesto firmado en mayo por el grupo surrealista. La exposición finalizará con un balance económico de deuda de cinco mil pesetas, cubierta por la empresa Ezequiel Santaella Cayol, que asumirán Agustín Espinosa, Eduardo Westerdahl y Pérez Minik hasta su saldo en 1945. El déficit en el que se sume gaceta tras la colectiva, junto con la polémica generada y las consecuentes reacciones adversas contribuirán al declive del equipo editorial en 1936.

### Guerra civil española
Republicano declarado y miembro del Partido Socialista, es encarcelado en la Prisión de Fyffes al comienzo de la Guerra Civil, donde permanecerá recluido durante tres meses. En el recinto carcelario, Pérez Minik coincide con un grupo de catorce anarquistas que le acusan inicialmente de «intelectual burgués»; sin embargo, la relación con este colectivo evolucionaría con el tiempo hasta desarrollarse un notable vínculo afectivo; poco antes de su excarcelación, Minik sería informado de la ejecución de sus catorce compañeros de prisión. Domingo Pérez Minik fue excarcelado el 4 de diciembre de 1936, favorecido por la mediación de su compañero de Gaceta de Arte Francisco Aguilar y Paz, así como por las gestiones de su esposa Rosa Gómez-Camacho. En febrero de 1937 el escritor tendría noticia de la ejecución del poeta y redactor de Gaceta de Arte, Domingo López Torres; a principios de 1939 fallecerá asimismo su amigo y colaborador Agustín Espinosa. Tras recobrar la libertad, Pérez Minik se ve obligado a mantener un forzado, largo y prudente silencio; considera en algún momento vivir fuera de España, pero su situación económica y familiar se lo impide. En una suerte de exilio interior, dedica estos años a completar su formación intelectual en numerosas áreas.

### Crítica literaria de autor y otros proyectos

#### Franquismo
En 1950 Eduardo Westerdahl intenta reagrupar a diversos miembros de la desaparecida Gaceta de Arte en torno a una nueva revista que recupere su pasado espíritu vanguardista; como resultado, la revista de arte solo aparecerá en el mismo año en un número único, que incluirá el ensayo de Pérez Minik  Debate sobre el teatro comprometido. Hacia el final de los años 40, y a raíz de la creación de Goya Ediciones en Santa Cruz de Tenerife, Minik recibirá una invitación de la empresa editorial para preparar una antología de la poesía canaria. Aparece así en 1952 su primer libro Antología de la poesía canaria, I. Tenerife, compilación que abarca desde la obra lírica de Nicolás Estévanez Murphy hasta la propia de su contemporaneidad; complementa esta obra una colección de retratos de autores del pintor Juan Ismael. El proyecto, limitado por la censura en su vocación de antologizar la totalidad de la poesía de las islas, no llegaría sin embargo a completarse. A la publicación de esta antología habría de seguirle también en Goya Ediciones los Debates sobre el teatro español contemporáneo. El libro, de 1953, recibe el reconocimiento expreso del dramaturgo Alfonso Sastre desde las páginas de la revista Cuadernos Hispanoamericanos como una valiosa aportación al análisis de la modernidad teatral en España. En estos años Minik contactará con la nueva generación de las vanguardias artísticas insulares de la posguerra, integrada por jóvenes creadores como Manolo Millares, Manuel Padorno, Martín Chirino, Cristino de Vera, o José María Benítez, el poeta Fernando García-Ramos, los dramaturgos Julio Tovar y Eloy Díaz de la Barreda o el periodista Gilberto Alemán, entre otros . 
A mediados de los años 50, al tiempo que recupera plenamente su actividad redaccional a través de ensayos en periódicos y revistas, retoma Pérez Minik la actividad teatral en la sección correspondiente del Círculo de Bellas Artes. Ejerce como actor en grupos de aficionados bajo la dirección de Pedro Ramírez, a quien sustituye al frente del teatro de Cámara del Círculo tras su fallecimiento. Emprende en 1954 junto a Pedro García Cabrera y Eduardo Westerdahl la fundación de Gaceta Semanal de las Artes, suplemento cultural del diario tinerfeño La Tarde, en el que colabora además de manera asidua; en el semanario cultural compartirá páginas con nuevos nombres de reconocimiento posterior en la literatura canaria, entre ellos Isaac de Vega, Rafael Arozarena, Antonio Bermejo Barrera, Carlos Pinto Grote y otras rúbricas seminales del venidero grupo fetasiano, o literatos no adscritos a este colectivo como Alfonso García Ramos, María Rosa Alonso, Miguel Tarquis y Enrique Lite. En 1957, año de su ingreso en el Instituto de Estudios Canarios como adscrito a la Sección de Literatura, publica en Madrid a través de las Ediciones Guadarrama Novelistas españoles de los siglos XIX y XX, donde subrayará una vez más las líneas de apertura a lo moderno en la prosa de ficción española. En 1961 aparece su libro Teatro europeo contemporáneo, publicado en Madrid también por Ediciones Guadarrama, trabajo que vendría a probar una vez más la vocación europeísta del autor, y para el que aprovecha la experiencia obtenida a través de las tareas de dirección teatral en Tenerife. Precisamente a este último tema, el teatro que realizan grupos de aficionados, dedicará entonces Minik una de sus más celebradas conferencias, Una teoría del teatro amateur. Sus esfuerzos como director escénico y como ensayista se verían recompensados en 1965 con el Premio Nacional de Teatro en su modalidad de crítica.
Durante la década de los 60, la actividad crítica de Pérez Minik se vuelve prácticamente regular; ensayos y artículos suyos aparecen en publicaciones españolas como Triunfo, Cuadernos para el Diálogo, Revista de Occidente, Primer Acto y los citados Cuadernos Hispanoamericános, sumándose a boletines extranjeros como la neoyorquina Revista Ibérica, Les Nouvelles Littéraires o Esprit, de París. A finales de la década, mantiene asimismo una colaboración casi periódica con el diario La Nación de Buenos Aires en la sección titulada Carta de España. La colaboración que desde mediados de los años 60 mantiene con la revista madrileña Ínsula acerca de la novelística extranjera daría lugar a la aparición, una vez más en Ed. Guadarrama, de su Introducción a la novela inglesa actual de 1968. Resulta igualmente numerosa por entonces su contribución como prologuista para diversas obras, desde Anales del teatro en Tenerife, publicada por F. Martínez de Viera en 1968, hasta la extensa producción de las Obras Completas de Alfonso Sastre, pasando por las páginas que aparecerán en 1966 al frente de la poesía reunida de su compañero de generación José María de la Rosa. En estos años, Minik contribuye a la orientación del emergente grupo Nuestro Arte, promovido por Tarquis, director del Museo Municipal de Bellas Artes de Santa Cruz de Tenerife, su secretario Antonio Vizcaya Carpentier, y los pintores Pedro González y Enrique Lite, destinado no solo a la superación del regionalismo vacuo del momento, sino a las propias vanguardias históricas entendidas ya como plataforma y precedente para el impulso de nuevas propuestas en el arte. Pérez Minik asumirá la composición del texto para el catálogo de la exposición inaugural del colectivo en 1963. Los integrantes de Nuestro Arte, cuya nónima amplían progresivamente los nuevos creadores del segundo franquismo tinerfeño, celebran sus tertulias en los locales santacruceros El Águila y El Sotomayor, con Minik como asiduo. El papel de Pérez Minik como promotor del colectivo se prorrogará hasta su dispersión en 1969.

#### Tardofranquismo

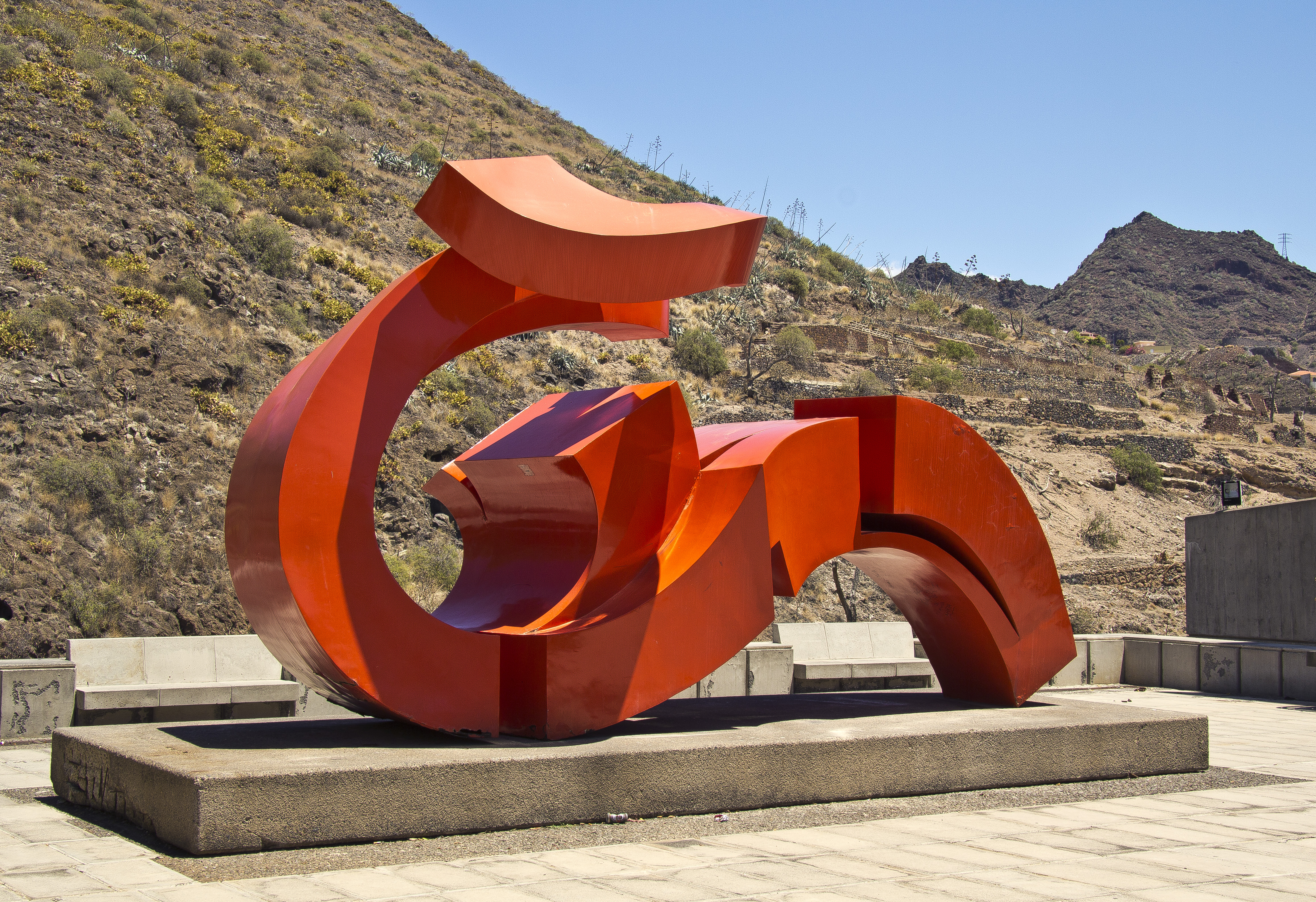
Lady Tenerife, escultura de M. Chirino.

En 1969 el grupo Nuestro Arte publica su Entrada y salida de viajeros, libro que reunirá artículos y ensayos acerca de distintas personalidades que residieron o estuvieron de paso por las islas: Friedrich Dürrenmatt, Alberto Sartoris, Ignacio Aldecoa o Valentine Penrose, entre otros. Ya por estas fechas habría sido designado Minik miembro del jurado del premio de la Crítica española, cuya presidencia asumirá desde 1985 hasta su muerte. En 1973 aparece, a través de Taller Ediciones JB de Madrid, La novela extranjera en España, volumen que reunirá muchos de los artículos publicados con anterioridad en su sección homónima de Ínsula. Facción española surrealista de Tenerife, publicado en Barcelona en 1975, fue escrito por invitación de la editorial Tusquets; su directora, Beatriz de Moura, habría sido informada por el poeta estadounidense Laurence Ferlinghetti acerca de la existencia, en los años 30, de un foco surrealista en Canarias; Pérez Minik aprovecha entonces numeroso material de su Antología de 1952 para redactar un estudio eminentemente testimonial. A finales de 1973 será partícipe de la I Exposición Internacional de Escultura en la Calle en Santa Cruz de Tenerife, evento comisionado por Joan Miró, Josep Lluis Sert o Roland Penrose entre otros profesionales de las artes:

«Siempre le recuerdo precisamente en este lugar, con motivo de la inauguración de la nueva sede del Colegio de Arquitectos de Canarias, en la Rambla que él siempre llamó del XI de Febrero [...] departiendo con Josep Lluis Sert, el arquitecto, y Joan Miró, pueril y genial, silencioso y asombrado, con sus ojos de pintor de estrella de mar y de soles improbables.»

En estos años recibiría asimismo a Camilo José Cela durante la visita del escritor a la isla: 

«Era un anfitrión, digo. A veces recibía con otros, como cuando vino Camilo José Cela, a principio de los años 70 del siglo. Cela se puso muy enfermo nada más llegar al hotel Mencey, donde se alojaba. Le habían recibido don Domingo y José Arozena. Arozena, que había sido redactor en Gaceta de Arte, era un gran lector, tenía una extraordinaria biblioteca, y mantenía una buena correspondencia con escritores de la generación de Cela, como Ignacio Aldecoa [...] De aquel viaje de Cela yo me quedé con una sensación doble: era obvio que Arozena amaba a aquel hombre enorme y exuberante, pero ese no era el tipo de persona que atrajera a Pérez Minik. Don Domingo era un hombre de susurros y no de gritos, y en la literatura y en la vida amaba más la sutileza que el subrayado.»

#### Democracia
Miembro de la Association Internationale del Critiques Littéraires de París, asesor del Aula de Cultura del Cabildo Insular de Tenerife, Minik realizó varios viajes por Europa y uno a América; en Venezuela dicta la conferencia Un dramaturgo recobrado: Galdós. Imparte asimismo conferencias en la Universidad de Barcelona, la Universidad de La Laguna o la Asociación de Mujeres Universitarias Españolas de Madrid. En 1978 surge la Asociación Canaria de Amigos del Arte Contemporáneo (ACA), que preside junto a Eduardo Westerdahl y al arquitecto Vicente Saavedra; en 1979 la sede del Colegio Oficial de Arquitectos de Canarias acoge la primera muestra correspondiente a las actividades de la ACA, con piezas de Pablo Serrano, Antonio Saura, Rafael Canogar, Eusebio Sempere, Eduardo Chillida, Antoni Tàpies, Arranz Bravo, Gustavo Torner, Joan Miró, Rafael Bartolozzi, José Luis Fajardo o Josep Niebla. En 1983 le es otorgada la Medalla de la Universidad Internacional Menéndez Pelayo en la sede tinerfeña de la institución y el Premio de Canarias en su primera edición de 1984, dentro de la modalidad de Literatura. El mismo año recibe el premio nacional Medalla de Oro al mérito en las Bellas Artes. En 1987 es doctorado honoris causa por la Universidad de La Laguna. Isla y literatura, de 1988, recogerá una selección destacada de su labor como articulista en la prensa de Canarias.

### Legado
Figura destacada de la crítica literaria en España y decisiva en la instauración de la modalidad profesional que ejerció en su faceta moderna en Canarias, Domingo Pérez Minik personificaría una actitud de la lectura particular fundamentada en la detección de las cualidades vivificantes, de la oportunidad, la flexibilidad o la franqueza en la obra literaria bajo análisis, en la observancia de su significación para con el contexto social debido, o en la comparativa de las diversas producciones nacionales como método para la evaluación de los distintos fenómenos culturales, su idiosincrasia, su estado, su evolución o sus interrelaciones. Pérez Minik entenderá las condiciones evidenciadas por la literatura y el teatro a cada tiempo como manifestaciones directas de la calidad y salud del orbe cultural con que se corresponden y sobre el que se interviene necesariamente con la debida práctica de la dramaturgia y las Letras. Configurado como un espíritu cosmopolita y familiar de la realidad insular, concebirá la sustantividad del archipiélago siempre supeditada a su carácter de espacio de tránsito o de alto del transeúnte, de importación y exportación de un flujo cultural migratorio constantemente portador de la riqueza de la idea foránea; para Pérez Minik determina al hecho insular su preferencia en tanto descanso geográfico para el incesante diálogo transnacional, que desprende lo que puede asumir para sí la isla, o tomar en sí lo que la isla pueda concederle durante su estancia. El cierre ante la novedad forastera y su consecuente estancamiento intelectivo conducen a la isla a la asfixia; el puerto naviero es, en contraste, el símbolo de la entrada y salida de viajeros, es decir, de las ideas y del movimiento y dialéctica de la diferencia cultural. Como pensador activo, agente anfitrión o núcleo intermediario, Minik facilitaría especialmente el conocimiento de la literatura canaria extensa a lo largo del siglo XX, concentrada y accesible desde la óptica histórica sobre el estudio de su biografía: promueve con su trayectoria profesional la divulgación de literatos y periodistas canarios congéneres como Claudio de la Torre, Domingo Cabrera Cruz, Juan Rodríguez Doreste, Juan Pérez Delgado Nijota, Luis Álvarez Cruz, José Antonio Rial o Ángel Acosta; de la generación del medio siglo como Nivaria Tejera, Pilar Lojendio, Luis Feria, Emilio Sánchez-Ortiz, Manuel Castañeda o Violeta Alicia; o de la generación del tardofranquismo y la democracia como Juan Cruz Ruiz, Sabas Martín, Fernando Delgado, Félix Francisco Casanova, Luis Alemany, Arturo Maccanti, Alberto Omar, Luis León Barreto o Miguel Martinón. El legado material del autor, cedido a la Biblioteca Pública del Estado de Santa Cruz de Tenerife, consta de 5600 monografías, 1183 cartas, 167 títulos de revistas, 300 fotografías y otros documentos complementarios. El teatro anexo al edificio del Colegio de la Asunción en el Parque Cultural Viera y Clavijo de Santa Cruz de Tenerife ha sido designado con su nombre en su honor. La decisión es aprobada por unanimidad del Pleno del Ayuntamiento de Santa Cruz de Tenerife el 21 de febrero de 1977 a propuesta del portavoz del Grupo Socialista José Vicente González Bethencourt, siguiendo la solicitud del periodista Gilberto Alemán.

## Premios y homenajes

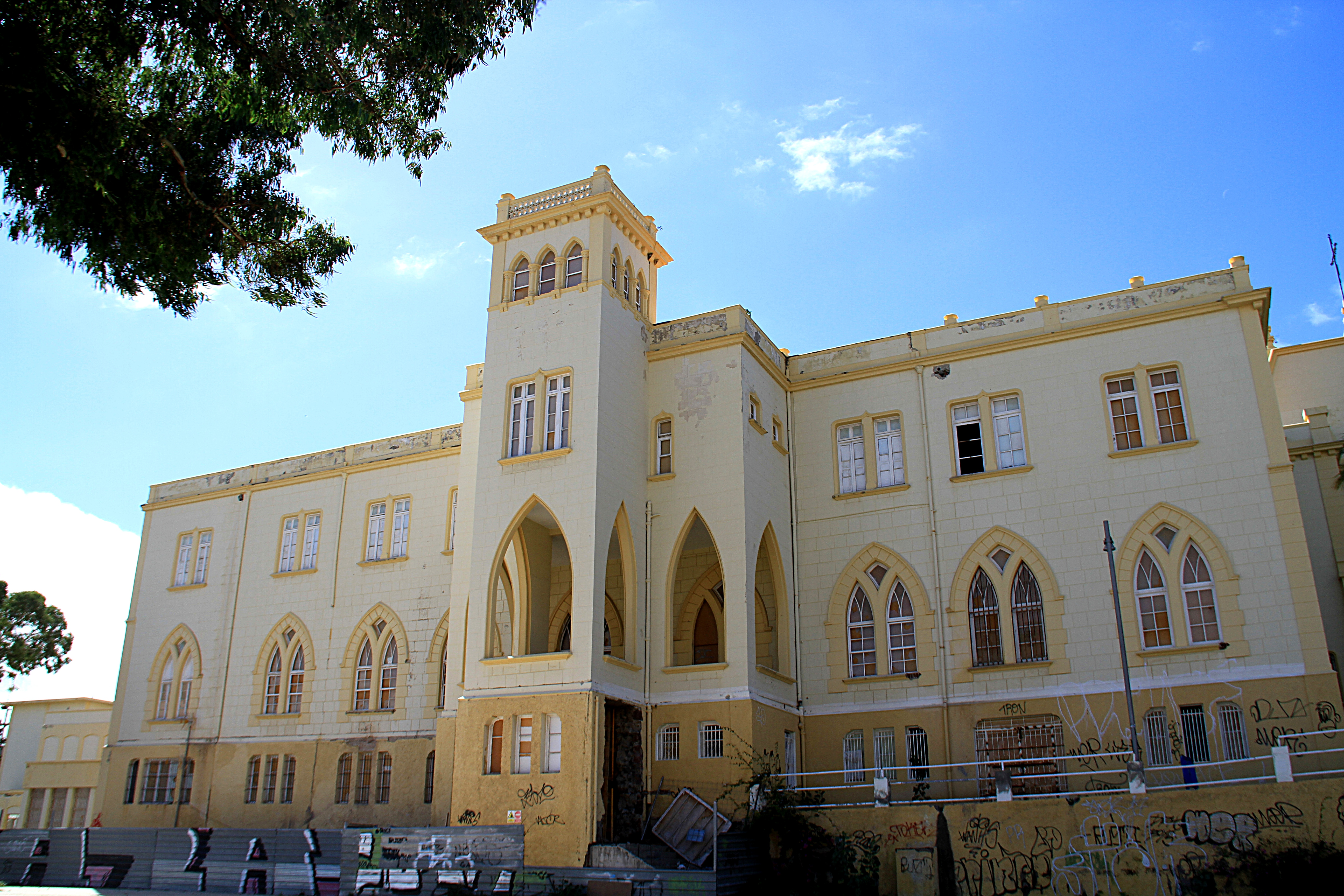
Parque Cultural Viera y Clavijo, Colegio de la Asunción y anexo Teatro Pérez Minik.

Entre otros reconocimientos recibió:

- (1965) Premio Nacional de Teatro
- (1980) Medalla de oro de las Bellas Artes del Cabildo de Tenerife
- (1983) Medalla de Oro de la Universidad Internacional 'Menéndez Pelayo' (1983).
- (1984) Premio Canarias de Literatura
- (1984) Medalla de Oro al mérito en las Bellas Artes
- (1987) Doctor honoris causa por la Universidad de La Laguna

Cargos institucionales:
- Académico de número de la Real Academia Canaria de Bellas Artes de San Miguel Arcángel, electo en 1984, realizando su discurso de ingreso el 18 de julio de 1988.

## Obra
Escritor tardío y de vocación anglófila, escribió entre otras:
- Antología de la Poesía Canaria (1952)
- Debates sobre el teatro español contemporáneo (1953)
- Novelistas españoles de los siglos XIX y XX (1957)
- Teatro europeo contemporáneo (1961)
- Introducción a la novela inglesa actual (1968)
- Entrada y salida de viajeros (1969)
- La novela extranjera en España (1973)
- Facción surrealista de Tenerife (1975)
- Isla y literatura (1988)